# Jaszkowo (Śrem)
Pour les articles homonymes, voir Jaszkowo.
Jaszkowo (prononciation : [jaʂˈkɔvɔ]) est un village polonais de la gmina de Brodnica dans le powiat de Śrem de la voïvodie de Grande-Pologne dans le centre-ouest de la Pologne.
Il se situe à environ 5 kilomètres à l'est de Brodnica (siège de la gmina), à 9 kilomètres au nord-ouest de Śrem (siège du powiat) et à 28 kilomètres au sud de Poznań (capitale régionale).

## Histoire
De 1975 à 1998, le village faisait partie du territoire de la voïvodie de Poznań.

Depuis 1999, Jaszkowo est situé dans la voïvodie de Grande-Pologne.
Le village possède une population de 200 habitants en 2007.